# Paul Draper
Paul Draper (nascido em 1957) é um filósofo norte-americano, mais conhecido por seu trabalho em filosofia da religião. Seu trabalho sobre o argumento probatório do mal tem sido amplamente influente. Atualmente é professor na Purdue University.
Ele estudou na University of California, graduando seu Bacharelado em 1979, Mestrado em 1982 e Ph.D. em 1985. Ele ensinou filosofia na Florida International University entre 1987 e 2006, quando se mudou para a Purdue University
Paul Draper foi editor da revista acadêmica Philo de 2007 a 2012. Sua investigação filosófica está focada em questões da Filosofia da Religião;  ele tem escrito extensivamente sobre o problema do mal, incluindo o argumento de que o processo de seleção natural é suficientemente brutal, de modo a representar um problema para aqueles que acreditam em um criador onipotente e moralmente bom.  Em 1997, ele debateu com o Apologista Cristão William Lane Craig sobre a existência de Deus.  Ele editou uma coleção debate chamada God or Blind Nature? Philosophers Debate the Evidence, lançada como e-book em 2007. 
Um dos artigos mais influentes e amplamente reimpressos de Draper foi "Pain and Pleasure: An Evidential Problem for Theists", publicado na Nous Magazine em 1989.  Nele, Draper propõe uma modificação e ampliação no argumento do "problema do mal". Em vez de afirmar que a existência do mal contradiz logicamente o teísmo, ele argumenta que a "hipótese de indiferença", que sustenta que deve existir seres sobrenaturais, são indiferentes do nosso sofrimento, e melhor explicam a existência de sofrimento. Como a hipótese de que a indiferença é logicamente incompatível com o teísmo, ele considera este um problema de prova para o teísmo. O paper depende significativamente o uso de probabilidades epistêmicas, equivalentes às utilizadas no raciocínio Bayesiano. Ele também é responsável pela primeira formulação de "teísmo cético".